# Totul e bine când se sfârșește cu bine
Totul e bine când se sfârșește cu bine este un film românesc din 1981 regizat de Florin Anghelescu.